# Dyers Eve
Dyers Eve is een nummer van metalband Metallica, afkomstig van het album ...And Justice for All. Het nummer werd geschreven door Kirk Hammett, James Hetfield en Lars Ulrich en kwam uit op 6 september 1988.
De tekst van het nummer gaat over een jongeman die probeert om te gaan met zijn woede jegens zijn ouders, die hem in zijn kindertijd hadden geïsoleerd en overbeschermd. Er wordt gesteld dat dit onderwerp voor bandlid James Hetfield autobiografisch zou kunnen zijn, aangezien van hem bekend is dat hij sterk gekant is tegen het christelijke geloof van zijn ouders en tegen de manier waarop ze hem hebben opgevoed.
Kenmerkend voor Dyers Eve is dat Lars Ulrich halverwege het tweede couplet een tel mist en korte tijd de verkeerde maat aanhoudt. Het feit dat deze fout nooit is hersteld, wordt mogelijk verklaard door de tijdsdruk waaronder het gehele album is opgenomen.
Tot aan de Madly In Anger With The World-tour in 2003 en 2004 speelde de band dit nummer nooit live, mogelijk vanwege de bassdrum-overdubs en de complexiteit van de drumgedeeltes in het nummer.